# Harry and His Bucket Full of Dinosaurs
Harry e o Balde de Dinossauros (no original, Harry and His Bucket Full of Dinosaurs)  é um desenho animado canadense-britânico-estadunidense criado por Ian Whybrow. A série se estreou de aires a as 10:30 a.m. ET/PT tempo em 20 de agosto de 2005 em Cartoon Network nos Estados Unidos.
No Brasil estreou no Discovery Kids, e na TV Cultura.
Em Portugal a série foi emitida na RTP2, no Canal Panda e no JimJam. A série ensina a resolver problemas, estimula o crescimento emocional e desenvolve a autoestima.

## Enredo
O desenho gira envolta de Harry, um garoto que possui uma grande imaginação. Ele é capaz de "pular dentro" de um balde onde há dinossauros de plástico, e então se vê num mundo completamente novo, onde seus brinquedos estão vivos e se assemelham a dinossauros reais.